# James Siegel
James Siegel (* 1954) ist Schriftsteller und Vizevorstand der Werbeagentur BBDO in New York. Er hat 1977 seinen Bachelor of Arts am York College der City University von New York gemacht und lebt in Long Island.
Basierend auf seinen Roman Entgleist wurde ein gleichnamiger Film gedreht, der am 23. Februar 2006 in die deutschen Kinos kam.

## Werke
- Entgleist, (engl. Derailed) Ehrenwirth 2004, ISBN 3-431-03585-X
- Verschollen, Bastei Lübbe 2005, ISBN 3-404-15382-0
- Getäuscht, Ehrenwirth 2006, ISBN 978-3-431-03698-5
- Lügenspiel, Ehrenwirth 2008, ISBN 978-3-431-03751-7